# Simon Goubert
Pour les articles homonymes, voir Goubert.
Simon Goubert, né le 22 octobre 1960 à Rennes, est un batteur de jazz français.

## Biographie
Il pratique d'abord le piano, puis dès l'âge de 10 ans adopte la batterie comme instrument principal.
Admirateur puis compagnon de route de Christian Vander au sein du groupe Offering où il joue des claviers dès 1983, il rejoindra, treize ans plus tard, le groupe Magma. Toujours avec Christian Vander, il crée en 1994 le groupe Welcome formé de deux batteries, deux contrebasses, deux saxophones et un piano.
Son premier album en tant que leader, Haïti, paraît en 1991 sur le label Seventh Records; Jean-Michel Couchet, Laurent Fickelson, Stéphane Persiani et Steve Grossman y participent. On y trouve entre autres choses une belle et libre version du très rebattu Take Five[réf. nécessaire].
Couleurs de peaux paraît en 1993 et rassemble les frères Belmondo, Michel Graillier et Emmanuel Borghi, Christian Vander et Aldo Romano. L'Encierro va suivre en 1995 avec la participation de M. Graillier, L. Fickelson, S. Persiani, J.M. Couchet et David Sauzay. En 1998, Le Phare des Pierres Noires avec les mêmes musiciens, met en évidence sa maturité comme compositeur.
Simon Goubert forme en 1999 le trio BFG avec Emmanuel Bex et Glenn Ferris et intègre le quintet Pentacle dirigé par la pianiste Sophia Domancich.
Le double album Désormais est enregistré en 2001 avec Boris Blanchet, Sophia Domancich et Michel Zenino.
En 2004, il forme le groupe Soft Bounds avec Sophia Domancich, Elton Dean, Hugh Hopper (ex-Soft Machine) et Simon Picard. En 2005 est paru Et après. Cette même année, toujours en compagnie de Sophia Domancich – avec laquelle il se produit régulièrement en duo (l'album You don't know what love is est paru en 2007) – et Jean-Jacques Avenel, il crée également le trio DAG dont l'album homonyme est paru en 2006.
Il reçoit en 1996 le prix Django-Reinhardt qui désigne le meilleur musicien français de jazz de l’année. Il est le premier batteur à avoir été couronné par ce prix.